# Kerstin Gerschau
Kerstin Gerschau, née le 26 janvier 1958 à Leipzig, est une gymnaste artistique est-allemande.
Elle est mariée à l'athlète Klaus-Dieter Kurrat.

## Palmarès

### Jeux olympiques
- Montréal 1976
  -  médaille de bronze au concours par équipes

### Championnats d'Europe
- Londres 1973
  -  médaille d'argent au sol
  -  médaille de bronze au concours général individuel